# Pamprépio
Pamprépio (em grego: Παμπρέπιος; romaniz.: Pamprépios; em latim: Pamprepius; 27 de setembro de 440 - novembro de 484) foi um filósofo e um poeta pagão que se rebelou contra o imperador bizantino Zenão.
Damáscio descreveu-o como um poeta brilhante, Malco como um político agudo, mas feio, arrogante, sem escrúpulos e traiçoeiro; Retório, um astrólogo egípcio, chamou-o de charlatão e um libertino. Ele tem sido comparado a Claudiano, como estes dois poetas foram capazes de ganhar oito anos de poder ao lado dos usurpadores. Ele é considerado o último poeta pagão.
Sua vida é conhecida com precisão incomum; seu horóscopo calculado por Retório no início do século VI foi encontrado.

## Biografia

### Educação
Pamprépio nasceu no Egito, em Panópolis (atual Akhmim), perto de Tebas, em 29 de setembro de 440; a descoberta de um horóscopo, que tem sido identificado como o de Pamprépio, deixa-nos saber que ele nasceu às 15:48. Ele era feio, mas ele tinha consideráveis qualidades intelectuais. Dedicou-se à literatura, especialmente à poesia, provavelmente ele pertencia à escola de Nono de Panápolis, um nativo de sua própria cidade. Ele tornou-se muito famoso como um poeta do seu país. Na idade de 33 anos, em 473, mudou-se para a Grécia, onde passou muito tempo em Atenas, onde se casou com uma mulher rica e se tornou professor de gramática (filologia). Ao mesmo tempo ele estudou filosofia sob Proclo, filósofo neoplatônico, que tinha, entre seus alunos, o general romano Marcelino, o imperador romano do ocidente Antêmio e os cônsules Ilústrio Puseu e Mésio Febo Severo.
Em Atenas, ele havia encontrado um patrão em Teágenes, um importante cidadão de Atenas, possivelmente um magistrado, que também foi um defensor de Proclo. Em sua homenagem Pramprépio compôs um poema. No entanto, mais tarde Pramprépio entrou em conflito com Teágene, mesmo sofrendo danos físicos, e Teágene investigado em um processo apresentado contra Pramprépio. É possível que o motivo para este ataque esteja ligado à sua ambição de se tornar o mais poderoso de todos os filósofos, com exceção de Proclo. Devido a esse contraste, ele foi obrigado a deixar Atenas com pressa.

### Colaborador de Ilo
A partir de Atenas, ele foi para Constantinopla, onde chegou em maio de 476 (com a idade de 35 anos e 8 meses). Aqui ele se apresentou como um mago ou um iniciador graças a fama alcançada com a sua cultura e suas habilidades profissionais. Um oficial isauro chamado Marso apresentou-lhe o poderoso Ilo, o isauro mestre dos soldados (magister militum) do imperador isauro Zenão. Pamprépio ganhou o favor de Ilo com a leitura de um discurso sobre a alma; Ilo usou sua influência própria para ter a nomeação de Pamprépio como professor, elevando seu salário público com seus recursos pessoais, e enviando-lhe alguns discípulos.
Sua estreita relação com Ilo e a influência que ele exerceu sobre o crescimento do general, causou a inveja de muitos. Sua reputação sofreu com sua prática de adivinhação, enquanto o seu apoio aberto do paganismo em uma cidade cristã como Constantinopla só poderia lhe causar mais inimigos. Entre eles havia o imperador Zenão e a imperatriz Élia Verina (esposa do sogro e antecessor de Zenão). Certa vez, enquanto Ilo estava viajando para sua terra nativa Isáuria, Pamprépio foi condenado ao exílio pelo imperador, acusado de tentar usar suas habilidades de adivinhação em favor de Ilo e contra Zenão, sendo ele, portanto, enviado para Pérgamo.
Ilo, que sabia muito bem que a causa do exílio do poeta tinha sido a sua amizade, acolheu Pamprépio em sua própria casa e, em seu retorno à capital, ele trouxe de volta Pamprépio com ele. Ilo tinha nomeado Pamprépio como senador, honorário cônsul, questor do palácio sagrado e, após algum tempo, patrício, uma muito prestigiada posição.
Em 479, Marciano, filho do falecido imperador do ocidente Antêmio e irmão de Zenão, se revoltaram e fizeram cerco ao imperador do Oriente, em Constantinopla. Inicialmente Ilo perdeu a coragem, mas Pamprépio declarou providencia divina estava do lado deles, e quando Ilo capturou os rebeldes, Pamprépio ganhou uma reputação como clarividente. Desde então, Ilo sempre manteve perto dele Pamprépio, consultando-o frequentemente. Os dois passaram o inverno de 479/480 em Niceia (atual Iznik), pois Pamprépio era impopular em Constantinopla.

### Revolta contra Zenão
No final de 481 ou início de 482, Pamprépio foi ao Egito, em Alexandria, onde se encontrou com representantes da comunidade pagã. Ele tentou persuadi-los a ajudá-lo em uma revolta contra Zenão, mostrando-lhes oráculos e profecias que garantiam o colapso iminente do cristianismo, no entanto, ele não obteve seu apoio. Ele também tomou parte nas disputas entre as várias seitas cristãs, apoiando a eleição de João Talaia de Niceia, em oposição ao monofisista Pedro Mongo, mas novamente não teve sucesso.
Os jogos de poder na corte - envolvendo Zenão, Élia Verina, Ilo e Ariadne, filha de Verina e esposa de Zenão - degeneraram num motim, no qual Ilo foi alvo de duas tentativas de assassinato por Verina e Ariadne. Em 484, Ilo decidiu retirar-se da corte e se mover com Pamprépio para Niceia; como ele tinha sido nomeado mestre dos soldados do Oriente (magister militum per Orientem), ele se mudou para o Oriente para assumir o cargo e com a desculpa de procurar um clima melhor para curar as feridas sofridas na segunda tentativa de assassinato.
Enquanto estava lá, no entanto, começou uma rebelião contra Zenão, elevando ao trono Leôncio, um oficial sírio, e nomeando Pamprépio como mestre dos ofícios. Após algumas vitórias iniciais, as tropas de Ilo "foram derrotados pelo exército de Zenão e forçadas a refugiar-se na fortaleza de Papúrio, na Isáuria. Ilo descobriu que Pamprépio queria trair seus companheiros para se salvar, e em novembro de 484 matou-o e atirou sua cabeça por cidas das muralhas da fortaleza. De acordo alguns estudiosos, Pamprépio não queria trair seu patrão, mas o fracasso de seus planos políticos foi interpretado como fraude por homens de Ilo.
Alguns estudiosos têm sugerido que a participação de Pamprépio é um indício de que a revolta de Ilo foi de certa forma uma tentativa de restaurar o paganismo, mas esta hipótese não tem sido bem sucedida entre os estudiosos. No entanto, sabe-se que os rebeldes procuraram o apoio da comunidade pagã de Alexandria: na verdade, eles foram perseguidos porque eram suspeitos de fazer parte da rebelião de Ilo. Um pagão convertido ao cristianismo chamado Parálio escreveu uma carta para seu ex-correligionários, em que ele se lembra de como eles haviam rezado e se sacrificado para o sucesso da revolta de Ilo e Pamprépio contra Zenão e como eles haviam recebido muitos oráculos mostrando a vitória dos pagãos, contudo no final o "poderoso" cristianismo prevaleceu.

## Trabalhos
Pamprépio compôs dois trabalhos, agora perdidos:
- Ἰσαυρικὰ, Isáurica: um épico poema sobre a Isáuria, a região da Ásia Menor que foi o país de origem de ambos, Ilo e Zenão. Ele celebrou a restauração de Zenão contra Basilisco em 476, ou foi uma celebração de Ilo;
- Ἐτυμολογιῶν ἀπόδοσις, Etymologiarum expositio, prosa.[3]

Alguns fragmentos têm sido atribuídos a Pamprépio. Entre eles, um panegírico a Teágenes e uma lamentação em deixar Atenas.